# Marijana Mišković
Marijana Mišković-Hasanbegović (ur. 8 lipca 1982 w Splicie) – chorwacka judoczka, uczestniczka igrzysk olimpijskich w Londynie (2012).
Zajęła siódme miejsce na mistrzostwach świata w 2015. Uczestniczka zawodów w 2007, 2010, 2011 i 2013. Startowała w Pucharze Świata w latach 2002–2004, 2007-2011, 2013 i 2016. Brązowa medalistka mistrzostw Europy w 2009 i w drużynie w 2017. Triumfatorka igrzysk śródziemnomorskich w 2013 roku.

## Igrzyska olimpijskie
Wzięła udział w zmaganiach kobiet w wadze do 63 kg. W 1/8 finału przegrała z reprezentantką Japonii Yoshie Ueno i odpadła z dalszej rywalizacji.